# Kocovina
Kocovina (hov. kočka či kocka nebo kocour) je označení vedlejších účinků konzumace alkoholu, které se projevují bolestí hlavy, pocitem žízně, citlivostí na světlo i hluk, nevolnostmi, třesem a celkovým oslabením. Alkoholová kocovina je způsobena metabolity alkoholu acetaldehydem a výraznou dehydratací organismu. Naplno se projevuje až po odeznění euforizujících a tlumivých účinků alkoholu. Kocovinu dále způsobuje nedostatek minerálů a vitamínu v těle. Při konzumaci alkoholu se může člověk dostat do fáze alkoholové intoxikace, kterou je složité odlišit od kocoviny.
Skutečně spolehlivou metodou, jak tomuto jevu předcházet, je omezit množství požívaného alkoholu. Před jeho konzumací se doporučuje dobře se najíst, v průběhu konzumace nemíchat druhy alkoholických nápojů a v průběhu konzumace a po ní pít čistou vodu. Fermentované nápoje jako ležáky a víno způsobují zpravidla silnější kocovinu než čisté destiláty, jelikož obsahují kongenery, látky, které jsou za kocovinu odpovědné.

## Původ pojmenování
Slovo kocovina původně znamenalo výtržnost a vzniklo obměnou slova kočičina, kterým se označovaly výtržnosti proti mladoboleslavskému hejtmanovi Kotzovi v roce 1848. Ve druhé polovině 19. století začalo slovo kocovina pod vlivem německého výrazu Kater, které označuje kocoura i stav po alkoholovém opojení, nabývat dnešního významu. Dříve se také říkalo Katzenjammer (kočičí nářek). Z němčiny čerpala obdobným způsobem také polština: kac, kacenjamer, kociokwik (česky kočičí kvik).

## Předcházení
Nejúčinnější ochranou před kocovinou je nekonzumovat alkoholické nápoje. V případě, že ke konzumaci dojde, se obecně doporučuje kvalitně se najíst (nejlépe mastnými výrobky) a být řádně odpočatý, unavený organismus má s alkoholem mnohem větší problémy než organismus odpočatý. Dále se doporučuje případně doplnit do těla 2 až 3 gramy vitamínu C společně s B-komplexem.
Před konzumací alkoholu se doporučuje jídelníček, kde je plno cukrů a tuků - banány, jogurty, máslo, popř. vajíčka. Ty obsahují cystein, který pomáhá čistit játra. Doporučuje se i avokádo, jež obsahuje draslík, který po konzumaci alkoholu lidskému tělu též chybí.
Konzument by si měl také uvědomit svůj aktuální fyzický stav, zdraví a věk. Obecně platí, že s narůstajícím věkem ztrácí organismus schopnost si poradit s alkoholem, což je způsobeno fyziologickými změnami, kdy dochází k poklesu množství vody v lidském těle a nárůstu množství tuku.
Během konzumace alkoholických nápojů se dále doporučuje vyvarovat se konzumace sladkého. Spojení alkoholu a sladkého zhoršuje ranní kocovinu. Otázkou je, zda problém je v příjmu glukózy, nebo v příměsích nekvalitních nápojů.
V současnosti existují také komerční produkty, které mají vzniku kocoviny předcházet anebo její účinky tlumit. V současnosti ale nejsou jejich pozitivní projevy zcela prokázány a často jsou prodávány jako doplněk stravy, a nikoliv jako léčebný přípravek.

## Vznik a průběh
Kocovina vzniká jako složitá chemická reakce organismu na odbourávání alkoholu v těle, při níž se na jeho odstraňování z těla využívá velké množství vody, minerálů a vitamínů (převážně vitamínu C). Konzumace alkoholu má za následek únavu organismu, jelikož zpracovávání alkoholu odčerpává tělu značné množství energie. Nedochází k sekreci antidiuretického hormonu a vylučování těch látek, které udržují rovnováhu v lidském těle. Na vzniku se podílí první metabolit oxidace alkoholu acetaldehyd, což je cytotoxická látka, poškozující játra.
Jaterní buňky se snaží odbourávat alkohol z organismu, a tak během této doby nevyrábějí glukózu, což může vést k poklesu hladiny krevního cukru. Výsledkem kocoviny je špatná nálada, která vzniká jako výsledek biochemických poměrů v mozku. Dochází k poklesu působků a zastavení neuroneogeneze. Vzhledem k tomu, že alkohol je osmoticky působící látka, dochází k natahování vody do všech buněk v lidském těle, a to včetně buněk v mozku. Vlivem natahování vody do buněk se mění jejich objem – roztahují se. To zapříčiní rozpínaní mozku, což se projevuje třeštěním hlavy.. Společně se na bolesti hlavy ale podílí i odvodňování organismu, při němž je z těla voda vypuzována.
Alkohol také negativně působí na motorické centrum člověka, což se projevuje motáním a točením hlavy.
Mnohem závažnější účinky než ethanol má však acetaldehyd, vzniklý účinkem alkoholdehydrogenázy hlavně v játrech. Čím rychlejší a intenzivnější je dodávka etanolu tomuto enzymu, tím více toxického aldehydu se dostává do oběhu. Acetaldehyd je posléze přeměňován acetaldehyddehydrogenázou na dále snadno metabolizovatelnou octovou kyselinu (acetát). Překyselení organismu je po otravě etanolem neškodné. Život ohrožující stavy vznikají po zpracování metanolu.

## Léčení

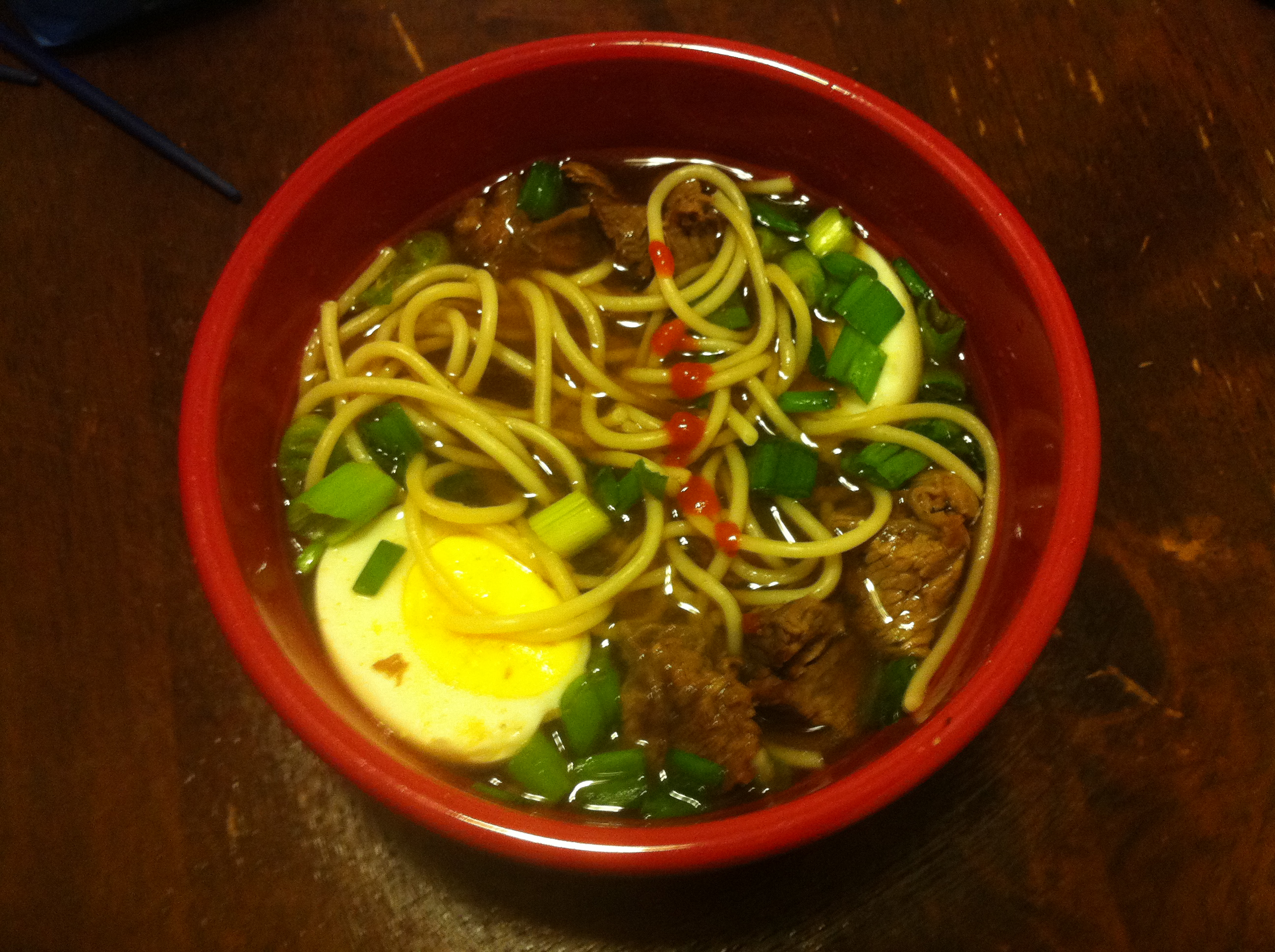
Polévka Yaka mein

Z vědeckého hlediska kocovinu nelze léčit. Není prokázán způsob léčby.
Pokud už kocovina propukla, někteří lidé doporučují tělu především dodat vodu. Proti žaludeční nevolnosti pak cukry, které byly alkoholem z těla odstraněny, nebo anacid. Za dobrý způsob náhrady krevního cukru se považuje pít med rozpuštěný v teplé vodě či čaji. Alkohol působí jako antivitamín thiaminu, který je významným faktorem pro fungování jater, ten by se měl po konzumaci do těla dodat ve formě vitamínu B. Podle některých studií na kocovinu nejlépe pomáhá hovězí nudlová polévka Yaka mein. Pro doplnění minerálů a zmírnění kocoviny je dobré vypít minerální vodu jako je například známá Vincentka.
Pokud není kocovina těžká, doporučuje se desítky minut věnovat se venkovnímu sportu jako chůze či plavání, čímž dojde k okysličení krve a utlumení kocoviny. V případě, že se jedná o těžkou kocovinu, doporučuje se spíše klid na lůžku. Někteří jedinci preferují jako léčebnou metodu studenou sprchu, která nastartuje organismus.

## Mýty a omyly
Káva a nápoje obsahující kofein sice tlumí únavu, ale výrazně podporují dehydrataci organismu. Blokádou antidiuretického hormonu vedou k další ztrátě vody, což tělo nadále oslabuje.
Běžně dostupné léky proti bolesti sníží část obtíží, většina z nich (zvláště populární aspirin) však může zesílit žaludeční potíže, a jejich požití může v extrémních případech vést až ke krvácení žaludeční sliznice.
Další přísun alkoholu (tzv. „vyprošťovák“) tlumí příznaky aktuální kocoviny, při tom ale vyčerpává rezervy organizmu. Vzniká kombinovaná otrava (ethanol + acetaldehyd) s daleko horšími pozdějšími následky. Nutnost „ranního doušku“ je příznakem závislosti na ethanolu.

## Přenesený význam slova
Slovo kocovina se někdy v přeneseném významu (jakožto řečnická metafora či přirovnání) používá pro vystřízlivění z nějaké myšlenkové iluze, například z nesprávného předpokladu. Zde  však vždy záleží na celkovém kontextu příslušného sdělení.